# Enallagma eiseni
Enallagma eiseni là một loài chuồn chuồn kim trong họ Coenagrionidae.
Enallagma eiseni is in 1895 voor het eerst wetenschappelijk beschreven door Calvert.